# Calcarellites
Calcarellites is een geslacht van kreeftachtigen uit de klasse van de Ostracoda (mosselkreeftjes).

## Soorten
- Calcarellites depressus Schornikov & Mikhailova, 1990
- Calcarellites latus Schornikov & Mikhailova, 1990
- Calcarellites tenuis Schornikov & Mikhailova, 1990